# Шахта Шергина
Шахта Шергина (колодец купца Ф. Шергина, Шергинская шахта) — шахта глубиной 116,6 м (вместе со скважиной — около 140 м) отрытая в вечной мерзлоте в Якутске.
В шахте, впервые на больших глубинах, были проведены измерения температур мёрзлых грунтов, выполнены геологические исследования. Шахта Шергина стала источником инструментально полученных фактических данных, подтверждающих и неопровержимо доказывающих наличие вечной мерзлоты. Это сыграло огромную роль в становлении и развитии геокриологии.
Шахта имеет статус памятника истории регионального значения, охраняемого государством.

## Месторасположение и конструкция
Шахта расположена в г. Якутск во дворе дома по улице Кулаковского, 18.
Шахта представляет собой вертикальный колодец глубиной 116,6 м. На дне шахты пробурена скважина глубиной около 24 м (общая глубина — около 140 м). Ствол шахты закреплён сплошным срубом из лиственничных брёвен от устья до глубины 52 м. Такая же крепь имеется на глубине от 74 до 79 м. Размеры шахты Шергина уменьшаются с глубиной. Верхняя часть ствола шахты до глубины 1,4 м имеет сечение 3×3 м. Ниже полутораметрового уровня ствол имеет сечение 1,6×1,6 м, а глубже 110 м шахта несколько сужается.
Над шахтой выстроен бревенчатый сруб с дощатой кровлей. Устье шахты имеет люк, закрытый двухстворчатой крышкой.
Для спуска в шахту использовался горизонтальный ворот, канат и люльки (ведра).

## История создания и исследований

### Предыстория
В процессе освоения северных территорий поселенцы столкнулись с проблемой обеспечения питьевой водой из-за отсутствия (либо очень малого числа) круглогодичных естественных источников. Для преодоления этой трудности предпринимались попытки рытья колодцев, однако, во многих случаях, они оказывались безуспешными, так как не удавалось преодолеть слой мёрзлого грунта и выйти к водоносным слоям. Одной из первых документально зафиксированных попыток вырыть колодец в Якутске стала работа казака Якова Светогорова. За 4 месяца, в период 1685—1686 гг., он достиг глубины около 28 м (13 сажен), однако не встретил ничего, кроме мёрзлой земли. Этот факт нашёл своё отражение и в донесении якутского воеводы М. О. Кровкова в 1686 г.:
А колодезя, великие государи, в Якуцком сделать некоими мерами нельзя, потому что земля летом только тает в полтора аршина, а больше двух аршин земля никогда не тает, а в исподи на дне бывает земля всегда мёрзлая.
С этого времени, вплоть до XIX в. отсутствуют какие-либо упоминания о создании глубоких колодцев в вечной мерзлоте.

### Работы в XIX веке
Летом 1828 года живший в Якутске руководитель конторы Русско-Американской Компании купец Фёдор Шергин для получения хорошей воды предпринял рытьё колодца во дворе своего дома. Он знал о постоянном холоде в почвенных слоях, однако надеялся на достижение успеха. Шергин ранее жил в Качуге (верховья Лены) и знал, что в той местности удавалось преодолеть слой мёрзлого грунта и выйти на водоносный слой.
В плане якутский колодец был заложен в виде квадрата со стороной около 2,5 м (8 футов). За сезон работ глубина колодца достигла около 12 м (42 фута).
За исключением первых лет, работы производились только зимой. Летом работать было невозможно, так как в глубине колодца скапливался углекислый газ, который зимой вытеснялся более холодным воздухом верхних слоев.
Весной следующего, 1829 года, возобновившиеся работы посетил физик Г. А. Эрман, совершавший кругосветное путешествие. Он измерил температуру грунта на дне колодца. На глубине 15 м она составила не более −7,5 °C (-6°R). Позже, в своём отчёте он написал, что воду можно встретить «не менее, чем на глубине 600 футов (183 м), до тех же пор должна быть только промёрзшая земля», прил. 22.
Весной 1830 года, когда колодец был пройден до глубины около 30 м, инженер М. А. Злобин детально описал геологический разрез. На дне колодца была зафиксирована температура грунта −1,3 °C.
В 1831 году Шергин собирался прекратить дальнейшие работы, так как стала очевидной бесперспективность получения воды. В это время в Якутск из поездки по сибирским русско-американским колониям приехал адмирал Ф. П. Врангель. Он уговорил Шергина продолжать своё предприятие и обещал ему обратиться к Русско-Американской Компании с просьбой принять на себя издержки по работе. В этом году шахта была пройдена до глубины 32 м, температура на её дне составила −1,25 °C.
В период с 1832 по 1836 гг. работы продолжались на средства Русско-Американской Компании. Отчёты о ходе работы посылались в дирекцию компании в Санкт-Петербург.
В 1832 г. в российских и европейских газетах появляются первые сообщения о шахте Шергина. Основой для них послужило письмо некоего Щукина, проводившего зиму 1830—1831 гг. в Якутске.
За сезон работ 1835—1836 гг. глубина шахты составила 93,3 м. В 1836 году барон Врангель возвратился в Европу из русских колоний на Аляске, поэтому указаний о дальнейшем продолжении работ от Русско-Американской Компании не последовало.
В 1837 году от Шергина пришло известие, что колодец был доведён им до глубины 116,4 м (382 фута). Также он сообщил, что затраты составили 1362 руб. 50 коп. Данную сумму Шергину не возместила ни компания, ни Петербургская академия наук, где были заслушаны доклады о проводимых исследованиях. По представлению председателя академии С. С. Уварова император Николай I наградил Шергина золотой медалью и перстнем с бриллиантом.
В 1838 году Шергин опубликовал результаты своих наблюдений в «Журнале Министерства народного просвещения».
В период с 1844 по 1846 гг. в шахте проводились температурные измерения в рамках экспедиции А. Ф. Миддендорфа. Ими занимались сам Миддендорф и его сотрудник Т. Брандт, а после их отъезда — Д. Давыдов — местный учитель и инспектор школ.

### Работы в XX веке
В 1933—1934 гг. экспедиция Водхоза сделала новое оборудование для спуска в шахту и пробурила с её дна вертикальную скважину до глубины около 140 м.
В течение 1934—1937 гг. систематические измерения температуры вели сотрудники Якутского гидрометеорологического института братья Г. М. и Н. М. Зацепины при участии А. Мозолевской и С. Скопысовой.
Позже температурные измерения в шахте Шергина проводились силами Якутской мерзлотной станции Главсевморпути, которая в 1939 году была преобразована в Якутскую научно-исследовательскую мерзлотную станцию Института мерзлотоведения им. В. А. Обручева АН СССР (ныне Институт мерзлотоведения имени П. И. Мельникова СО РАН).
Последние измерения были выполнены И. Д. Белокрыловым в 1942 году.

## Современное состояние
В настоящее время (2009 г.) шахта Шергина входит в Государственный список недвижимых памятников истории и культуры г. Якутска, подлежащих государственной охране как памятники республиканского значения.
Из-за отсутствия ухода за шахтой стекающая по стенам шахты летняя талая вода образовала в верхней её части 10-метровую ледяную пробку.
Имеются планы по реконструкции шахты.
В ноябре 2009 года, после предварительной очистки верхней части ствола шахты от ледяной пробки, произведен спуск на глубину 104 метра, глубже шахта закупорена льдом и строительным мусором.

## Научное значение
Научное представление о существовании неоттаивающей замёрзшей почвы сформировалось в XVIII веке после путешествий Беринга и Гмелина. Однако чёткого понимания о широте распространения и мощности слоя вечной мерзлоты ещё не было.
Часто её существование связывалось только с безлесными территориями, прилегающими к Северному ледовитому океану. Для более южных местностей явление глубокого промерзания оспаривалось и оставалось не признанным частью учёных ещё в 1820-х годах. Эти мнения во многом основывались на данных о проникновении холода в почву в средних широтах и отсутствии данных об измерении температур почвы в Сибири.
Для окончательного решения данного вопроса необходимо было выполнение геотермических наблюдений и установление закона изменения (повышения) температуры грунта с глубиной, что позволило хотя бы приблизительно (путём экстраполяции) установить её мощность.
Первые температурные измерения мёрзлых грунтов были проведены профессором А. Эрманом в скважине, которую он пробурил в декабре 1825 г. до глубины 18,2 м в районе Берёзова. Но безусловным прорывом следует считать шахту Ф. Шергина. Данные, полученные Шергиным в 1837 году, показали, что температура, оставаясь отрицательной, с глубиной повышалась, и на дне шахты имела значение около −0,75 °C.
Более глубокие исследования, проведённые Миддендорфом в шергинской шахте и прилегающих к Якутску районах, позволили ему вычислить мощность мерзлоты в этой местности — 187—204 м, что оказалась близко к фактическим значениям, установленным при бурении в XX веке (210—214 м).
Член-корреспондент АН СССР П. Ф. Швецов оценил значение Ф. Шергина в геокриологии наравне со значением А. Левенгука в микробиологии.

## Биография Фёдора Шергина
Род занятий: купец, в 1826—1838 годах — управляющий конторой Российско-Американской компании в Якутске.
Уроженец города Великий Устюг.
Перед тем как приехать в Якутск, Ф. Шергин несколько лет провёл в верховьях Лены в селе Качуг.
С 1826 по 1838 год жил в Якутске.
В 1839 году вернулся на родину, где вскоре умер.
Фёдор Шергин известен не только в связи с его шахтой. В 1834—1838 годах он вёл на своём подворье ежедневные измерения температуры воздуха. Ф. Шергин имел переписку с Академией наук, сообщал о результатах своих наблюдений, доставлял образцы горных пород из шахты и из окрестностей Якутска, получал от Академии наук инструкции и приборы.